# Willow Park
Willow Park é uma cidade localizada no estado norte-americano do Texas, no Condado de Parker.

## Demografia
Segundo o censo norte-americano de 2000, a sua população era de 2849 habitantes.
Em 2006, foi estimada uma população de 3885, um aumento de 1036 (36.4%).

## Geografia
De acordo com o United States Census Bureau tem uma área de
16,2 km², dos quais 15,9 km² cobertos por terra e 0,3 km² cobertos por água.

## Localidades na vizinhança
O diagrama seguinte representa as localidades num raio de 12 km ao redor de Willow Park.